# Drop-In

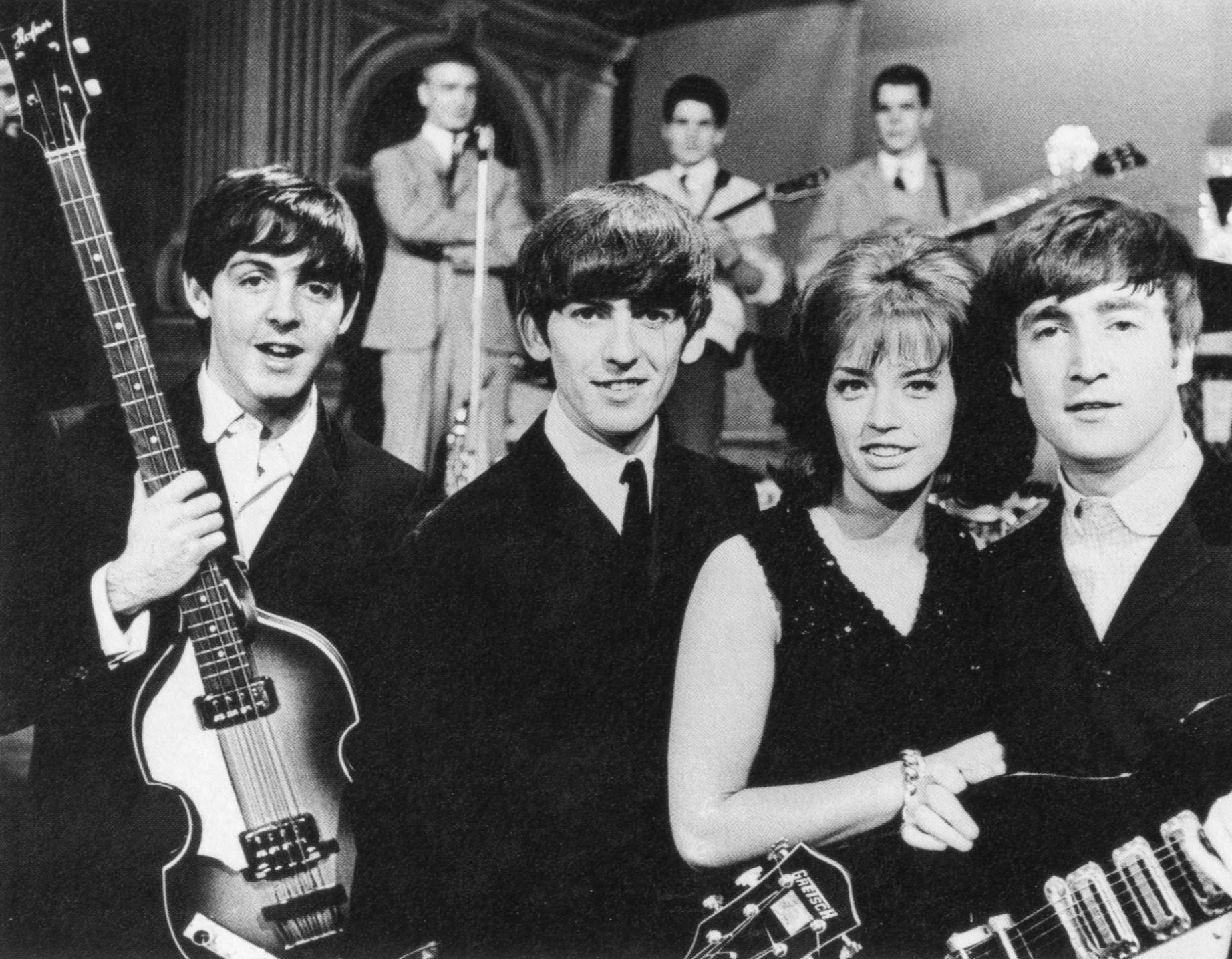
Lill-Babs tillsammans med The Beatles i Drop-In 1963.

Drop-In, alternativt Drop In, var ett ungdomsprogram i svensk TV, som leddes av Kersti Adams-Ray och Klas Burling. 
Premiärprogrammet sändes 6 oktober 1963, och det trettionde och sista programmet sändes 5 mars 1967.
Husband var The Telstars, ett svenskt pop/jazzband bestående av studiomusiker med bland annat arrangören Marcus Österdahl. Producenter var Lasse Sarri och från 1964 Bo Billtén.
Den 30 oktober 1963 spelade The Beatles, som var på sin första utlandsturné, in ett nu klassiskt program i svensk TV,  där huvudattraktionen i programmet var Lill-Babs. Övriga medverkande den kvällen var Gals & Pals, Boris och Doris. Programmet sändes 3 november.